# 奏事不実
奏事不実（そうじふじつ）とは、天皇に事実と違うことを奏上すること。または他者を讒言すること。
養老律令詐偽律には、詔の作成や奏事・上書において事実と異なることを行った者を徒2年とするとされ、平安時代末期の公家法を伝える『法曹至要抄』でも重罪の1つとして説かれている。中世武家法においては転じて、天皇・将軍の代理である訴訟機関に対して虚偽の陳述を行った者もこの罪で処せられた。